# Личности (Ловеч)
Личности от Ловеч:
Родени в Ловеч:
- Александър Андреев, скулптор (1879 – 1971)
- Никола Астарджиев, четник в Ботевата чета, опълченец, просветител (1850 – 1913)
- Нора Ананиева, юрист, професор, политик, народен представител, (р.1938)
- Борис Баев, юрист (1897 – 1925)
- Банко Банков, инженер, професор, писател, (р.1936)
- Банчо Банчевски, оперен певец (1906 – 1988)
- Иван Бенчев, изкуствовед (1944 – 2012)
- Христо Бръмбаров, оперен певец (1905 – 1974)
- Борис Бръняков, военен деец (1887 – 1939)
- Христо Бърдаров, офицер, полковник (1899 – 1976)
- Мирон Бешков, просветител (1837 – 1918)
- Атанас Ватев, офицер, генерал-майор, Министър на войната (1881 – 1967)
- Стефан Ватев, лекар, професор, Почетен гражданин на Ловеч (1866 – 1946)
- Димитър Вачов, юрист, д-р, народен представител, министър (1855 – 1922)
- Георги Векилски, офицер (1882 – 1918)
- Михаил Векилски, просветител (1850 – 1902)
- Тома Давидов, офицер, поручик, деец на ВМОК и ВМРО (1868 – 1903)
- Георги Денев, спортист, футболист (р. 1950)
- Димитър Димов, писател (1909 – 1966)
- Рачо Димчев, търговец, дарител, Почетен гражданин на Ловеч (1838 – 1912)
- Асен Драганов, участник във Втората световна война (1924 – 1943)
- Иван Драсов, националреволюционер, първи кмет на Ловеч, народен представител (1848 – 1901)
- Христо Драсов, кмет на Ловеч (1834 – 1922)
- Георги Иванов, офицер, генерал-лейтенант, първият български космонавт, народен представител, Почетен гражданин на Ловеч (р. 1940)
- Петър Иванчев, инженер, кмет на Ловеч (1887 – 1950)
- Иван Иконописов, спортист, плувец (р. 1938)
- Анастас Иширков, географ, професор, академик, Почетен гражданин на Ловеч (1868 – 1937)
- Христо Йовков, националреволюционар, член на Ловешкия частен революционен комитет (1846 – 1877)
- Диана Йоргова, спортист, олимпийски вицешампион по дълъг скок, Почетен гражданин на Ловеч (р. 1942)
- Марин Калугеров, свещеник, учител, революционер (1837 – 1883)
- Минчо Панков (р. 1929), български политик
- Борис Караконовски, историк, етнограф и картограф (1832 – 1897)
- Васил Караконовски, лекар, общественик, народен представител, Почетен гражданин на Ловеч, (1840 – 1905)
- Маринчо Караконовски, търговец и дарител (1850 – 1920)
- Христофор Караконовски, офицер, подполковник (1861 – 1938)
- Малък Добри Койнов, съратник на Васил Левски (19 век)
- Иванчо Колев, националреволюционер, член на Ловешкия частен революционен комитет, кмет на Ловеч (1842 – 1906).
- Тодор Кирков (Войводата), националреволюционер (1847 – 1876)
- Кирил Киров (Маестрото), диригент (1926 – 1988)
- Гечо Кокилев, офицер, капитан (1899 – 1938)
- Димитър Лепавцов, поет и писател (1915 – 1982)
- Иван Лалов, физик, д.ф.н., професор, Министър на образованието, науката и технологиите, Почетен гражданин на Ловеч (р. 1938)
- Борис Луканов, актьор, заслужил артист, Почетен гражданин на Ловеч (р. 1936)
- Илия Луканов, учител, сподвижник на Васил Левски, политик и държавник (1853 – 1923)
- Тодор Луканов, партиен и работнически деец (1874 – 1946))
- Пано Маринов, офицер, генерал-майор (1869 – 1937)
- Иван Мартинов, писател, Почетен гражданин на Ловеч (1912 – 1991)
- Иво Милев, писател и сценарист (р. 1971)
- Михаил Минев, лекар, професор (1874 – 1951)
- Димитър Мишев, радиоинженер, д-р, професор, академик, Почетен гражданин на Ловеч (1933 – 2003)
- Захари Начев, свещеник, спомоществовател (19 век)
- поп Недялко, зограф (16 век)
- Георги Ненов, архитект (1862 – 1935)
- Кръстю Никифоров, свещеноиконом (1838 – 1881)
- Никифор Никифоров, офицер, генерал-лейтенант, Министър на войната (1858 – 1935)
- Христо Никифоров, търговец, народен представител (1855 – 1918)
- Михаил Ничкович, свещеник, спомоществовател (19 век)
- Димитър Ораховац, лекар, академик (1892 – 1963)
- Константин Павлов, лекар, националреволюционер (неизв.-1870)
- Емил Павлов, композитор (1924 – 1992)
- Коста Павлов, свещеник, спомоществовател (19 век)
- Михаил Павлов, книжовник, общественик (неизв.–1878)
- Цвятко Павлов, националреволюционер, член на Ловешкия частен революционен комитет (1846 – 1877).
- Георги Панамски, фотограф (р. 1934)
- Митко Паракуцов, учител, публицист (неизв. – 1877)
- Васил Пеевски, геодезист, професор (1905 – 1992)
- Стефан Петков, ботаник, д-р, професор (1860 – 1951)
- Тошко Петров, лекар, прафесор (1872 – 1942)
- Илия Попов, български офицер, вицеадмирал (р. 1936)
- Христо Попович, килиен учител (19 век)
- Любомир Пипков, композитор, Почетен гражданин на Ловеч (1904 – 1974)
- Марин Поплуканов, националреволюционер, председател на Ловешкия частен революционен комитет, кмет на Ловеч, народен представител (1845 – 1913)
- Димитър Пъшков, националреволюционер, съратник на Васил Левски, народен представител (1840 – 1926)
- Васил Радославов, юрист, д-р, народен представител, Министър-председател (1854 – 1929)
- Михаил Радославов, учител, националреволюционер (1848 – 1895)
- Юрдана Радославова, учителка (ок. 1853-сл. 1930)
- Ненчо Рашев, читалищен деец, дарител (1889 – 1979)
- Христо Русков, учител, читалищен деец (1873-неизв.)
- Мария Сиркова, укривателка на Васил Левски (ок. 1840 – 1911)
- Теофан Сокеров, художник, професор, Почетен гражданин на Ловеч (1942 – 2020)
- Сирко Станчев, офицер, полковник, народен представител (1893 – 1945)
- Иван Терзиев, режисьор (р. 1934)
- Галин Тиханов, културолог, д-р, професор (р. 1964)
- Беньо Тотев, композитор (1911 – 1987)
- Петър Тодоров, политик, народен представител, Министър на финансите, дипломат (1881 – 1955)
- Трифон Трифонов, инженер, стопански деец, дарител, Почетен гражданин на Ловеч (1872 – 1946)
- Иван Урумов, ботаник, учител, академик (1856 – 1937)
- Рачо Хаджиев, офицер, полковник (1859 – 1925)
- Лукан Хашнов, инженер (1862 – 1917)
- Величка Хашнова, укривателка на Васил Левски (1831 – 1906)
- Анастас Хитров, националреволюционер, четник в Ботевата чета (1846 – 1918)
- Ахмед Джевдет Паша, историк, юрист, политик (1822 – 1895)
- Иван Черкелов, режисьор (р. 1957)
- Никола Чернокожев, химик, народен представител в Учредителното събрание (1849 – 1879)
- Никола Цвятков, съратник на Васил Левски (1849 – 1926)
- Беньо Цонев, филолог, професор (1863 – 1926)
- Дочо Шипков, партизанин, политик от БКП, народен представител, Почетен гражданин на Ловеч (1913 – 2000)
- Данаил Шишков, лекар
- Цачо Шишков, герой от Руско-турската война 1877 – 1878 г. (1837 – 1877)
- Яким Шишков, ловчански чорбаджия (1815 – 1902)

Свързани с Ловеч:
- Венцеслав Андрейчев, български ядрен физик, академик (1941 – 2001)
- Марко Атанасов, офицер, генерал-лейтенат, народен представител (1892 – 1982)
- Стефан Баев, учител и ботаник (1858 – 1936)
- Кунка Баева, актриса (1922 – 2007)
- Васил Вълков, състезател по борба и треньор (р. 1944)
- Гавриил Ловчански, Ловчански митрополит (р. 1950)
- Петър Граматик, просветител (16 век)
- Васил Джабарски, опълченец-поборник, кмет на Ловеч (1848 – 1949)
- Панталей Димитров, кмет на Ловеч, Почетен гражданин на Ловеч (1932 – 2004)
- Христо Добрев, офицер, генерал-полковник (1923 – 2013)
- Марко Иванов, деец на БРП (к) (1904 – 1944)
- Христо Иванов, националреволюционер, съратник на Васил Левски, народен представител (1838 – 1898)
- Бочо Илиев, стопански деятел (1904 – 2000)
- Стоян Едрев, деец на БРП (к), партизанин, публицист (1915 – 1944)
- Екзарх Йосиф I, Ловчански митрополит, Екзарх Български, Почетен гражданин на Ловеч (1840 – 1915)
- Веселин Калчев, музикант (1930 – 1999)
- Малина Станчева българска попфолк певица (р. 1967)
- Кочо Караджов, стопански деятел (1917 – 2002)
- Тодор Кацаров, деец на БКП (1892 – 1925)
- Марин Колев, поет (р.1939)
- Христо Кърпачев, деец на БРП (к), поет, публицист, партизанин (1911 – 1943)
- Цветан Лазаров, авоиконструктор (1896 – 1961)
- Лукан Лилов, свещеник, учител, съратник на Васил Левски (ок. 1802 – 1877)
- Стефан Ловечки, граматик (17 век)
- Дионисий Ловчански, Ловчански митрополит (1840 – 1875)
- Иларион Ловчански, Ловчански митрополит, избран за Екзарх Български, народен представител (1800 – 1884)
- Камен Луков, диригент, композитор (1875 – 1949)
- Георги Мишев, сценарист, писател, редактор, народен представител, Почетен гражданин на Ловеч (р. 1935)
- Патриарх Максим, Ловчански митрополит, Български патриарх, Почетен гражданин на Ловеч (р. 1914)
- Петър Нешев, деец на БРП (к), партизанин, офицер, полковник (1901 – 1973)
- Петър Ораховац, лекар, професор, академик (1857 – 1922)
- Евстати Паньовски, духовник (1849-неизв.)
- Стойчо Панчев, физик, д-р, професор, академик, Почетен гражданин на Ловеч (1933 – 2014)
- Радка Пенева, оперна певица (1922 – 1964)
- Панайот Пипков, композитор, Почетен гражданин на Ловеч (1871 – 1942)
- Васил Попов, революционер, анархист (1879 – 1927)
- Тинко Симов, революционер, анархист (1887 – 1935)
- Никола Сирков, националреволюционер, съратник на Васил Левски (1830 – 1873)
- Ферарио Спасов, футболист и треньор (р. 1962)
- Параскев Стоянов, лекар, професор, лекар, общественик (1876 – 1940)
- Ненчо Станев, политик от БКП, Министър на народната просвета (1925 – 2000)
- Никола Сяров, лекар, общественник (1901 – неизв.)
- Цачо Сяров, адвокат, деец на БКП (1888 – 1959)
- Братан Ценов, спортист, борец, Почетен гражданин на Ловеч (р. 1964)
- Борис Шивачев, писател (1902 – 1932)
- Христо Цонев, съратник на Васил Левски (1848 – 1883)
- Гриша Филипов, политик и деец на БКП, Министър-председател на НРБ (1919 – 1994)
- Петър Хубчев, спортист, футболист, Почетен гражданин на Ловеч (р. 1964)